# Leukose
Leukose, ook gekend onder de virusafkorting FeLV en in de volksmond als “kattenleukemie”, is een ziekte die bij katachtigen kan optreden ten gevolge van een infectie van het feliene leukemievirus (FeLV).
De infectie kan optreden door bijtwonden, speeksel, ontlasting en neusvocht van een besmette kat. Een drachtige kat met het virus kan dit doorgeven aan haar ongeboren kittens in de baarmoeder. Ook bestaat de mogelijkheid dat ze dit doorgeeft via haar melk. 
In de meeste gevallen zullen gezonde katten het virus overwinnen. Indien niet zal het zich in het beenmerg nestelen en kan het bloedarmoede, een verminderde weerstand en lymfekliertumoren veroorzaken. Zieke katten zijn ongeneeslijk en sterven meestal binnen de drie jaar. Niet-geïnfecteerde katten kunnen ingespoten worden met een jaarlijks vaccin, maar dit is geen 100% garantie.